# Irina Minch
Irina Minch, född den 16 april 1964 i Tjerepanovo, Ryska SFSR, Sovjetunionen, är en rysk basketspelare som var med och tog OS-guld 1992 i Barcelona. Hon tävlade för det förenade laget.